# František Kolenatý
František Kolenatý (né le 29 janvier 1900 à Prague à l'époque en Autriche-Hongrie, aujourd'hui en République tchèque et mort le 24 février 1956) est un joueur de football international tchécoslovaque (tchèque) qui évoluait au poste de défenseur.

## Biographie

### Carrière en club
Avec le Sparta Prague, il remporte sept championnats de Tchécoslovaquie et une Coupe Mitropa. 

### Carrière en sélection
Avec l'équipe de Tchécoslovaquie, il joue 27 matchs (pour un but inscrit) entre 1920 et 1931. 
Il joue son premier match en équipe nationale le 28 août 1920 contre la Yougoslavie et son dernier le 14 juin 1931 contre la Pologne. Le 31 août 1924, il inscrit un but face à la Roumanie en match amical.
Il figure dans le groupe des sélectionnés lors des Jeux olympiques de 1920 puis de 1924. Il joue quatre matchs lors du tournoi olympique de 1920 qui se déroule en Belgique, remportant la médaille d'argent. Il joue deux matchs lors du tournoi olympique de 1924 organisé à Paris.

## Palmarès
| Sparta Prague - Championnat de Tchécoslovaquie (7) : - Champion : 1919, 1920, 1921, 1922, 1923, 1925-26 et 1927. - Vice-champion : 1925 et 1929-30. - Coupe Mitropa (1) : - Vainqueur : 1927. - Finaliste : 1930. |  | Tchécoslovaquie - Jeux olympiques : - Argent : 1920. |